# San Isidro del Cerro Gordo
San Isidro del Cerro Gordo är en ort i Mexiko.   Den ligger i kommunen Fresnillo och delstaten Zacatecas, i den centrala delen av landet, 600 km nordväst om huvudstaden Mexico City. San Isidro del Cerro Gordo ligger 2 209 meter över havet och antalet invånare är 207.
Terrängen runt San Isidro del Cerro Gordo är huvudsakligen platt, men åt nordost är den kuperad. Runt San Isidro del Cerro Gordo är det ganska glesbefolkat, med 38 invånare per kvadratkilometer. Närmaste större samhälle är Fresnillo, 6,5 km sydost om San Isidro del Cerro Gordo. Omgivningarna runt San Isidro del Cerro Gordo är i huvudsak ett öppet busklandskap.